# 荻生天泉
荻生 天泉（おぎゅう てんせん、1882年〈明治15年〉4月 - 1945年〈昭和20年〉10月9日）は、大正から昭和にかけて官展を中心に活躍した日本画家。

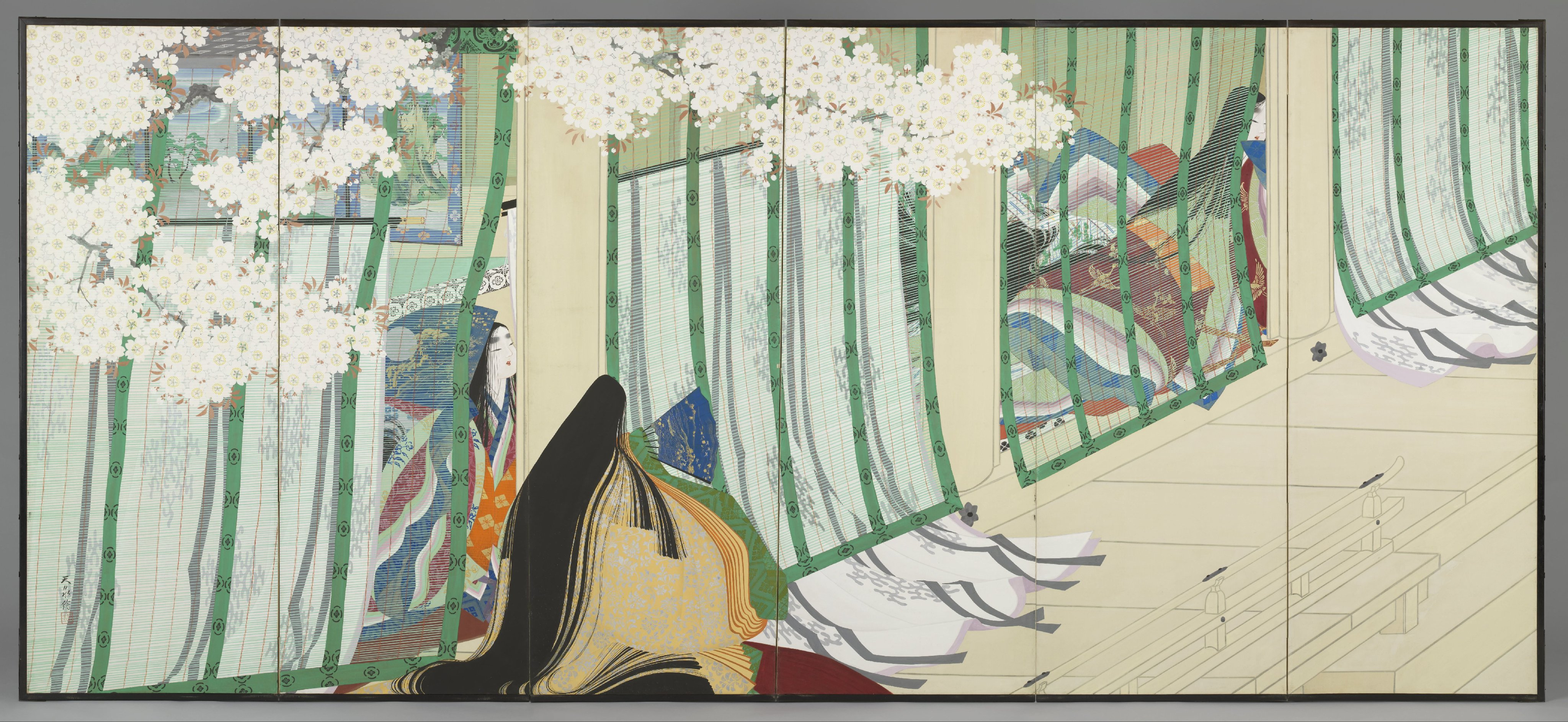
『竹河（六曲一双屏風左隻）』アムステルダム国立美術館蔵

## 経歴
1882年（明治15年）、福島県安達郡太田村（現・二本松市）に生まれる。本名は守俊。画家を志し、上京して橋本雅邦に師事した。
1907年（明治40年）に東京美術学校を卒業し、卒業後は1908年（明治41年）から1922年（大正11年）まで東京府立第一高等女学校（現・白鷗高等学校）で教鞭を執った。
画業では第一回文展以来入選を重ね、帝展では1929年（昭和4年）の第10回で『金釵鈿合』が特選となった。これにより翌1930年（昭和5年）、無鑑査出品者となった。美術研精会、二葉会、東台美術会、日本画会、巽画会ほか多くの美術団体に属し、それらの展覧会をも舞台に作品を発表していった。また、中央画壇で活躍するとともに1920年（大正9年）、同郷の勝田蕉琴らとともに「福陽美術会」を立ち上げて幹事長を務め、故郷福島の芸術発展に尽くした。1945年（昭和20年）10月9日沒。享年64。

## 作品

### 文展・帝展・新文展出品歴
- 『婕妤怨』明治40(1907年)年第一回文展出品
- 『聚景園』大正4年(1915年)第九回文展出品
- 『秋のみやま』大正5年(1916年)第十回文展出品
- 『紅梅の下に立たせたまひて(左隻・右隻)』大正6年(1917年)第十一回文展出品
- 『織女祭』大正13年(1924年)第5回帝展出品
- 『重陽(左隻・右隻)』大正14年(1925年)第6回帝展出品
- 『御裳着』大正15年(1926年)第7回帝展出品
- 『水戀鳥の啼くころ』昭和2年(1927年)第8回帝展出品
- 『晁卿思郷』昭和3年(1928年)第9回帝展出品
- 『金釵鈿合』昭和4年(1929年)第10回帝展出品、特選

以下、無鑑査出品。
- 『伊都岐島媛』昭和5年(1930年)第11回帝展出品
- 『大白牛車』昭和6年(1931年)第12回帝展出品
- 『汝月明也』昭和7年(1932年)第13回帝展出品
- 『慈光』昭和8年(1933年)第14回帝展出品
- 『一味雨』昭和9年(1934年)第15回帝展出品
- 『躡雲』昭和12年(1937年)第1回新文展出品
- 『信夫毛地摺傅説』昭和14年(1939年)第3回新文展出品
- 『霊夢』昭和16年(1941年)第4回新文展出品、福島県立美術館蔵
- 『北畠親房卿』昭和18年(1943年)第6回新文展出品

### その他の作品
天泉の官展出展作品のほとんどは、所在不明や個人蔵となっておりモノクロ画像や当時の絵葉書でしかその内容を窺い知れない。以下は、美術館などに所蔵されていてインターネットで閲覧できるもの。
- 『子の日』1930年、金地絹本着色、二曲一隻、168.5cm×172.0cm、福島県立美術館蔵
- 『行成卿』1938年、紙本着色、二曲一双、各133.8cm × 262cm、尾上柴舟讃、郡山市立美術館蔵
- 『紅梅殿』1942年、絹本着色、額装、57.8cm×72.3cm、日本橋三越献納展出品、独立行政法人国立美術館蔵
- 『竹河(左隻・右隻)』絹本着色、六曲一双、各169.5cm×376cm、アムステルダム国立美術館蔵

#### 絵本
- 文: 前田晃、絵: 荻生天泉『講談社の絵本 菅原道真（天神樣）』大日本雄弁会講談社、1939年、OCLC 676006533、NCID BA75908472、全国書誌番号:20473862、doi:10.11501/1872282。
- 文: 八波則吉、絵: 荻生天泉『講談社の絵本 和気清麻呂』大日本雄弁会講談社、1941年、OCLC 676009011、NCID BB04588936、全国書誌番号:20473913、doi:10.11501/1879678。

#### 編著書
- 『伊都伎島』画報社、1932年、OCLC 672591357、全国書誌番号:47039139、doi:10.11501/1015770。